# دهان‌بند

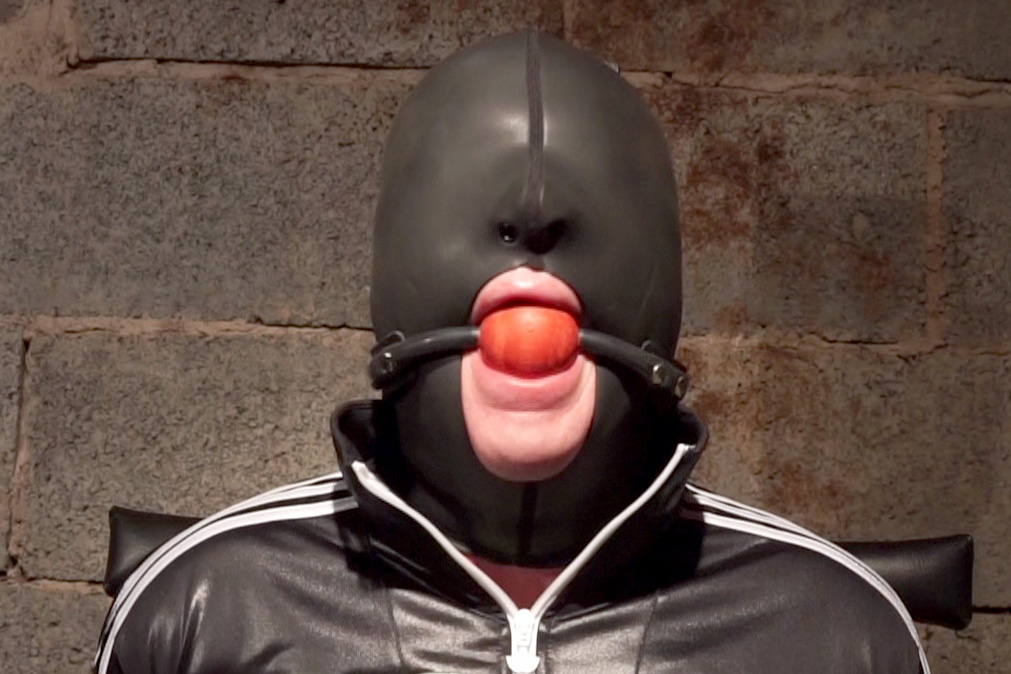
دهان‌بند مدل توپی

دهان‌بند (به انگلیسی: Gag) وسیله‌ای است که می‌تواند در طول رابطه بی‌دی‌اس‌ام، خفت‌بندی یا بازیگری جنسی مورد استفاده قرار گیرد.
بیشترین مورد استفاده از آن نیز در حین انجام خفت بندی می‌باشد. شخصی که از وسیله فوق استفاده می‌کند یک سلطه پذیر جنسی در رابطه ارباب و برده‌ای و برای لذت جنسی انجام می شود.

## شیوه‌ها

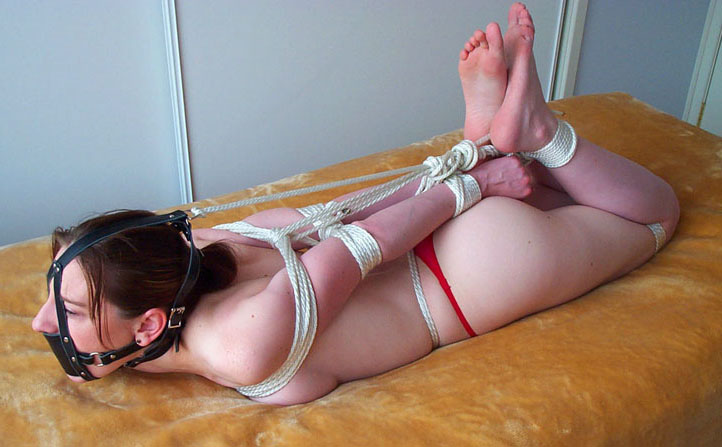
یک زن بسته شده با بانداج و دهان‌بند

استفاده از دهان‌بند دلایل متفاوتی دارد. برای برخی تحریک جنسی به همراه دارد و سایرین نیز برای انجام نقش ارباب و برده در روابط بی‌دی‌اس‌ام اقدام به پوشیدن آن می‌کنند. دهان بند وقتی با سایر محدود کننده‌های فیزیکی ترکیب می‌شود می‌تواند باعث افزایش حس ترس و احساس رهاشدگی فرد در بی دی اس ام، همراه شود چرا که توان حرف زدن فرد را سلب می‌کند. برای برخی دهان بند جنبه تنبیهی و تحت سلطه بودن دارد و می‌تواند به عنوان گونه ای از تحقیر شهوانی استفاده شود. برای برخی نیز استفاده از دهان بند بدون سایر محدود کننده‌ها همچنان جزوی از تمرینات و بازی‌های بی دی اس ام است.

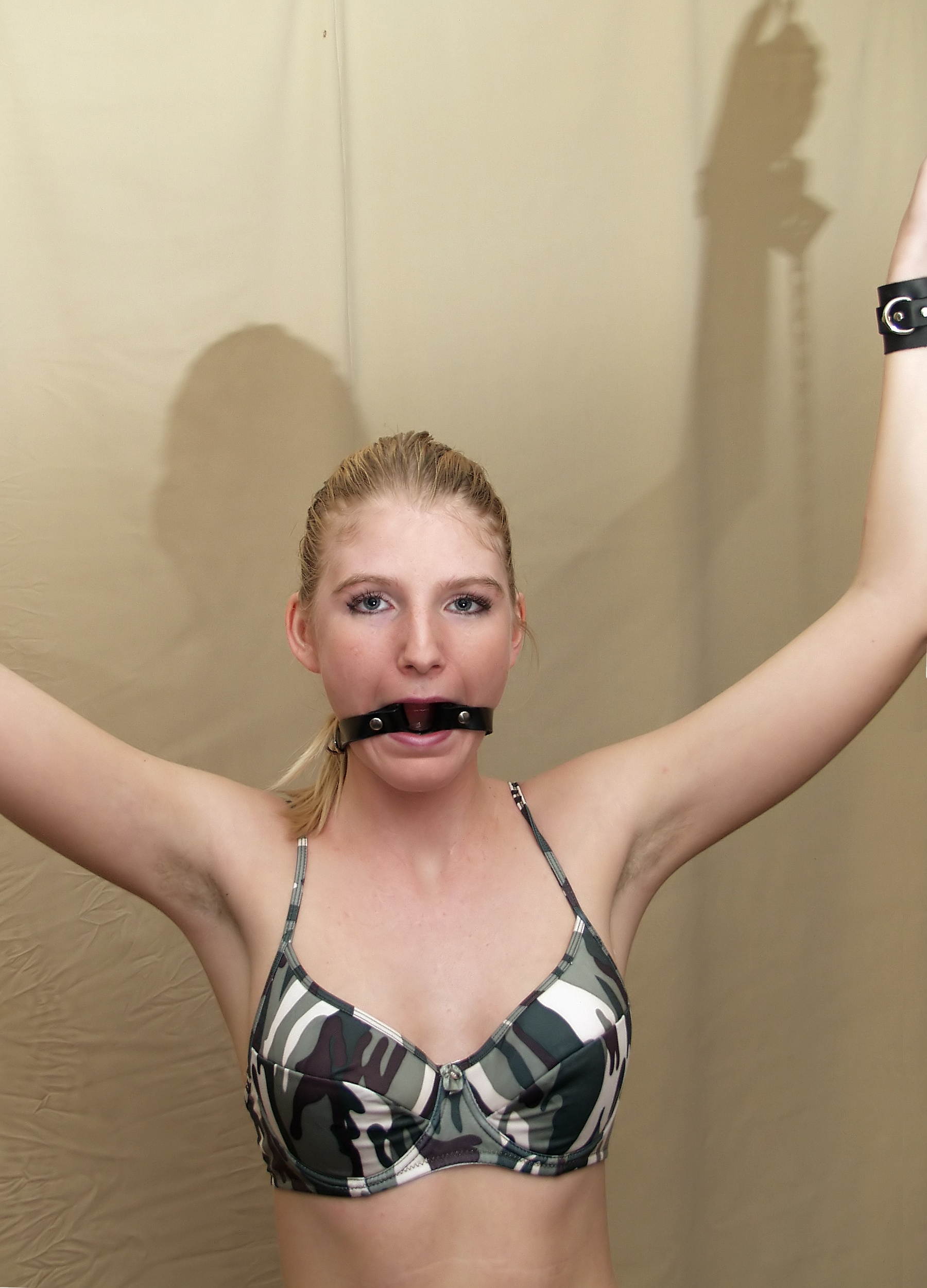
دهان‌بند حلقوی

برای برخی افراد با فتیش‌های خاص، صدای شخصی که به رغم داشتن دهان بند سعی در صحبت کردن دارد می‌تواند تحریک‌کنندگی جنسی داشته باشد. دهان بندهای مورد استفاده بسته به سلیقه و ذائقه افراد و نقشی که بازی می‌کنند متفاوت است. همچنین دسترسی به امکانات و امنیت مصرف‌کننده نیز عامل تعیین کنندست. برخی دهان بندها تنها برای پوشاندن دهان طراحی شده‌اند و گونه‌های دیگر نیز طرح‌ریزی شدند تا مانع بسته شدن دهان مصرف‌کننده شوند تا دهان فرد باز بماند. انواعی چون پوشنده دهان، پرکننده دهان و بازکننده دهان.
برخی افراد با تصور این که دهانشان بسته‌است و توانایی تقاضای کمک نیز ندارند به تحریک جنسی می‌رسند تحت شرایطی که حتی ممکن است برهنه نیز نبوده و در حال انجام عمل جنسی بخصوصی نباشند. در برخی موارد حتی اگر فرد دهان بند زده شده توسط سایر محدود کننده‌ها نیز بسته نشده باشد.

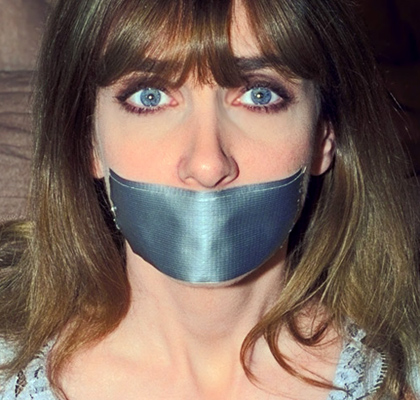
دهان‌بند با نوارچسب